# NGC 4993

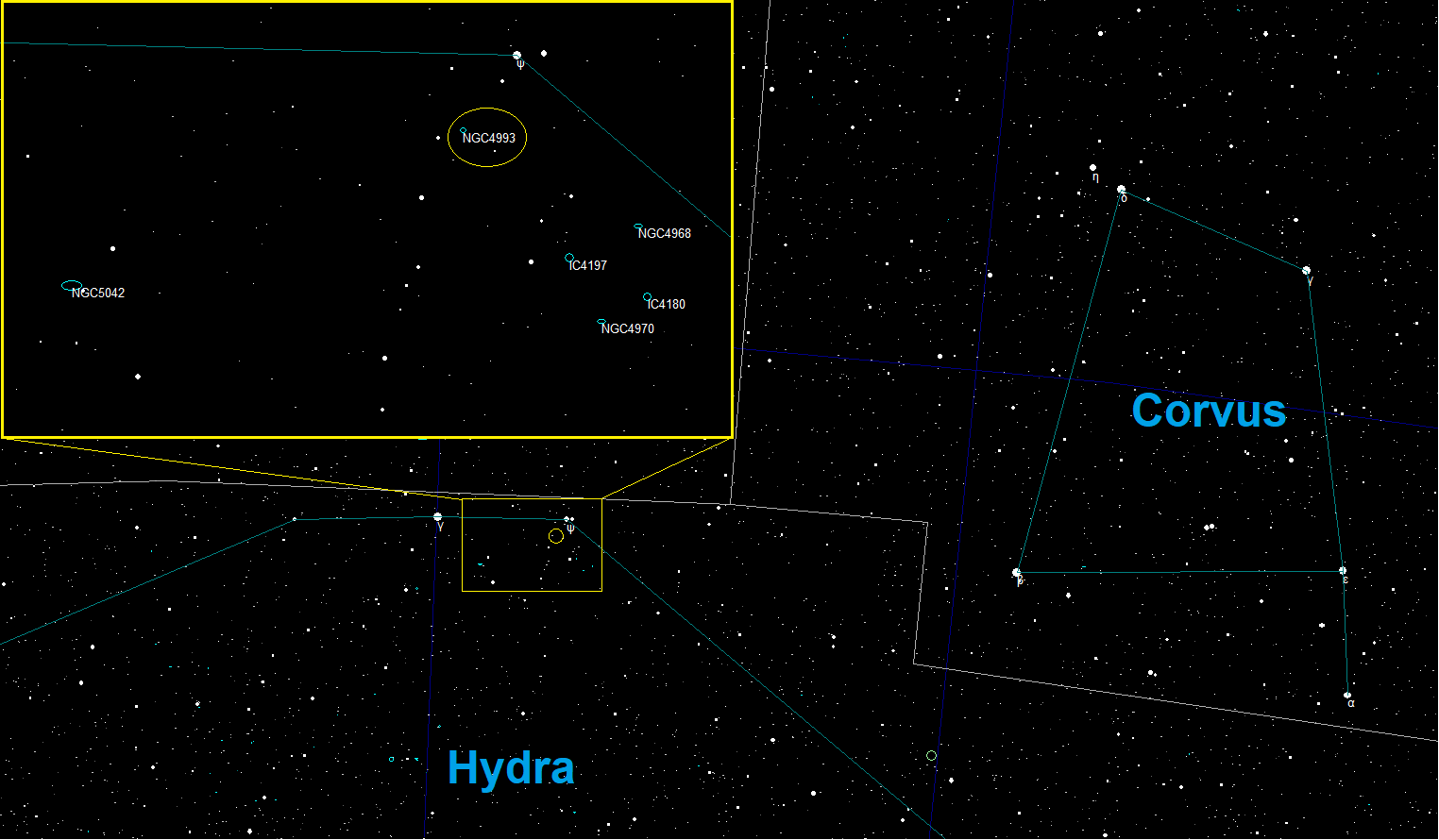
Az NGC 4993-at magában foglaló csillagtérképen a Hydra közelében az NGC 4968, NGC 4970, NGC 5042, IC 4180, IC 4197 galaxisok

Az NGC 4993 (NGC 4994 jelöléssel is katalogizálva) elliptikus galaxist, avagy lentikuláris galaxist a Hydra csillagképben, William Herschel fedezte fel 1789-ben.  2017 augusztusában csillagászok bejelentették, hogy egy rövid  gamma-kitörést észleltek, amit GRB 170817A-val jelöltek, ezt két neutroncsillag ütközése váltotta ki, ami ebben a galaxisban történt.
2017. október 16-án a LIGO és a Virgo interferométer együttműködés hivatalosan is bejelentette, hogy az érzékelők gravitációs hullámot jeleztek, amit GW170817-vel jelölnek, ez két neutroncsillag összeolvadásához társítható. A gravitációs hullám esemény  közvetlen megerősítést ad arra, hogy a bináris neutroncsillag ütközések rövid gammasugár-kitörést hoznak létre.

## Megfigyelések
A 2017gfo (úgy is ismert, mint SSS17a) átmeneti csillagászati esemény (amiről úgy vélik, hogy egy kilonóva) megfigyelhető volt az NGC 4993 galaxisban 2017. augusztus 17-én.
A GW170817 gravitációs hullám jelet megfigyelte a LIGO/Virgo együttműködés 2017.  augusztus 17-én. Ez indította el a keresést egy megfelelő elektromágneses jel után, aminek a felfedezése az első ilyen alkalom volt. A gravitációs hullám jel, amelynek időtartama körülbelül 100 másodperc, az első olyan gravitációs hullám kimutatás, amit két neutroncsillag  egyesülése váltott ki, ezeket az GRB 170817A objektumhoz társítják.
A GRB 170817A gamma-kitörést (gamma-ray burst - GRB), a  NASA Fermi gamma-sugár űrtávcsőe, és az ESA INTEGRAL észlelte 2017.  augusztus 17-én. Bár ez az égi terület nagy, úgy gondolják, hogy az megfelel a másik két észlelésnek, részben annak érkezési ideje alapján, ami 1,7 másodperc volt a GW esemény után.
A két LIGO detektor adatai alapján a neutroncsillagok helyzetét 190 négyzetfoknyi területre sikerült behatárolni (ez a telihold területének kb. 950-szerese).  Az Olaszországban működő Virgo detektor adataival a gravitációs hullám forrásának helyzetét tovább lehetett pontosítani. Így 28 négyzetfokra, tehát az eredeti terület 14,7%-ára sikerült redukálni azt a területet, ahonnan a gravitációs hullámok elindulhattak.
Egy ekkora szögtartományon belül nagyjából 130 millió fényévre tőlünk több galaxisban is megbújhat a jelek forrása. Hogy pontosan melyikben, annak meghatározásában segítséget jelentett az ELTE kutatóinak épp ilyen célokra kifejlesztett galaxiskatalógusa, a GLADE. Nem véletlen, hogy az ELTE LIGO-tagcsoportja  volt az első, amely a gravitációshullám-forráshoz azonosított égterület és becsült forrástávolság alapján közzétette a lehetséges forrásgalaxisok listáját.

## Külső hivatkozások
- NGC 4993. SIMBAD. (Hozzáférés: 2017. augusztus 28.)
- NGC 4993. DSO Browser. [2015. február 15-i dátummal az eredetiből archiválva]. (Hozzáférés: 2017. augusztus 28.)
- Courtney Seligman: New General Catalog Objects: NGC 4950 – 4999. (Hozzáférés: 2017. augusztus 28.)
- Hartmut Frommert: Revised NGC Data for NGC 4993. SEDS. [2015. február 24-i dátummal az eredetiből archiválva]. (Hozzáférés: 2017. augusztus 28.)
- GRB 170817A – NASA/IPAC Extragalactic Adatbázis (NED)
- GRB 170817A – Max Planck Institute for Földönkívüli Fizika (MPE)
- GRB 170817A - SZERVES Tudomány Data Center (ISDC)
- Starmap

NGC 4993: a DSS2, az SDSS Data Release 1, 3, 4, 5, 6 és az IRAS képein, Hidrogén α, Röntgen- és ultraibolya tartományban, Asztrofotókon és Csillagtérképen. További cikkek és képek az objektumról WikiSky-on.

## Fordítás
- Ez a szócikk részben vagy egészben  a   NGC 4993 című angol Wikipédia-szócikk ezen változatának fordításán alapul.  Az eredeti cikk szerkesztőit annak laptörténete sorolja fel. Ez a jelzés csupán a megfogalmazás eredetét és a szerzői jogokat jelzi, nem szolgál a cikkben szereplő információk forrásmegjelöléseként.